# Murabbaʿat 174
Murabbaʿat 174 (abgekürzt: Mur174) ist die Bezeichnung für einen antiken Papyrus, der vermutlich aus dem Wadi Murabbaʿat stammt. Es handelt sich dabei um einen in hebräischer Sprache abgefassten Schuldschein.
Der Papyrus wurde 1962 zusammen mit zwei Fragmenten aus Qumran (4Q379 frg. 1 und 4Q475) vom Museum des Studium Biblicum Franciscanum angekauft. Während die beiden Qumran-Fragmente später publiziert wurden, unterblieb zunächst eine Veröffentlichung des Papyrus. Die Herkunft des Papyrus ist archäologisch nicht gesichert. Aufgrund des Inhalts und der Schrift wird allerdings vermutet, dass er aus dem Wadi Murabbaʿat stammt, aus welchem möglicherweise parallel zu den offiziellen Ausgrabungen zu jener Zeit Fragmente von Beduinen verkauft wurden.
Das Dokument besteht aus sechs größeren Fragmenten, deren Anordnung sich mit relativ großer Sicherheit rekonstruieren lässt, und ca. einem Dutzend winziger Fragmente mit oft nur wenigen Spuren von Beschriftung. Demnach misst der Papyrus etwa 15 × 8 cm. Der obere und der rechte Rand sind mit 9 Zeilen Text erhalten. Die Breite kann ungefähr rekonstruiert werden aufgrund des Formularcharakters des Inhaltes. Es fehlt der untere Teil mit den Unterschriften. Die Rückseite ist unbeschriftet.
Bei dem Papyrus handelt es sich um einen Schuldschein aus der Zeit des Bar-Kochba-Aufstandes 132–135. Weitere Schuldscheine aus der Zeit sind Murabbaʿat 18, 4Q344, Sdeir 2, XHev/Se 49, Murabbaʿat 114 und möglicherweise auch Murabbaʿat 7. Interessanterweise ist der Papyrus aber nicht in einer Kursive, sondern einer gut lesbaren Schrift geschrieben. Dennoch ist aufgrund des fragmentarischen Charakters nur eine teilweise Lesung möglich, die durch die üblichen Formeln ergänzt werden kann. Demnach verleiht ein gewisser Schimʿon ben Jehuda 25 Sus an eine Person aus Tekoa.

## Text
Die deutsche Übersetzung des Dokuments lautet:
1. Am zweiten Ṭeve[t des Jahres X der Er]lösung Israels
2. du[rch] Sh[im‘on, Sohn des Kosiba, Nasi Is]raels,
3. in [...]t[... wurde ... vereinbart durch] Shim‘on,
4. Sohn des Yehudah: (Du hast) m[it mir (= Ich schulde dir), ich, PN, Sohn des PN, aus]
5. Tekoa‘, fünfundzwan[zi]g [gut]e (= gültige) Sus[in] aus Silber. Ich
6. empfange (sie) (hiermit), sie sind [ein Su]s und s[echs Se]l[a‘. Und zu jed]er Zeit, die du sagst
7. zu mir, will ich (sie) dir zurückzahlen, und [ich werde ]das Dokum[ent einlösen zu jed]er Zeit. Und wenn ich verändere
8. [dieses] D[okument, wird] z[u dir … mit m]ir. Und wenn (ich) so nicht
9. [handle, werde ich] dir [von meinem Haus] [und von meinem Besitz bezahlen.] Ich werde mit [meiner eigenen] Hand unterschreiben. 
Der Papyrus ist in hebräischer Sprache beschrieben. Allerdings sind einzelne Worte aramäisch, zudem weist das Hebräische einige Besonderheiten auf. So legt die Textrekonstruktion nahe, dass die nota accusativi את wie in jener Zeit üblich ohne anlautendes א geschrieben und proklitisch an das folgende Wort angelehnt wurde.